# 許稠
許稠（：／，1369年5月17日—1440年2月1日），字仲通，號敬菴，高麗末期至朝鮮王朝初期文臣。本貫河陽許氏，版圖判書許貴龍之子。
1383年通過進士試，1385年通過生員試。1390年，式年文科及第，擔任典儀寺丞。
朝鮮王朝建立後，許稠受到鄭道傳的推薦，獲得朝鮮太祖的重用，擔任成均館講讀。太宗即位後任司憲府雜端。他發言剛直，被左遷為完山判官。世宗在位時擔任吏曹判書，後任禮曹判書。1438年任右議政。1439年任左議政。死後諡文敬，配享世宗廟廷。